# SN 1998by
SN 1998by – supernowa odkryta 21 kwietnia 1998 roku w galaktyce A112507-0523. W momencie odkrycia miała maksymalną jasność 19,50m.